# الوطنية 1
التلفزة التونسية الوطنية 1 القناة الوطنية التونسية العامة. تم إطلاقها رسميا في 31 ماي 1966 إلا إنها كانت تبث برامج تجريبية بصفة غير منتظمة منذ أكتوبر 1965 ثم بانتظام منذ جانفي 1966 وكانت تحمل اسم الإذاعة والتلفزة التونسية (ا.ت.ت).
أصبح اسمها قناة 7 سنة 1992 ثم تونس 7 سنة 1997، لكنها بقيت تابعة لمؤسسة الإذاعة والتلفزة التونسية حتى سنة 2008 التي وقع أثنائها الفصل بين الإذاعة والتلفزة لتحتفظ الإذاعة (مؤسسة الإذاعة التونسية) بالمقر الذي كان مشتركا بينهما وتتحول مؤسسة التلفزة التونسية بقنواتها التلفزة الوطنية التونسية وتونس 21 (التي عرفت لاحقا بالتلفزة الوطنية التونسية 2) إلى مقرها الجديد. بعد اندلاع الثورة التونسية الشعبية وفرار زين العابدين بن علي من البلاد تحولت إلى «التلفزة الوطنية التونسية».

## البرمجة
تبعا لكونها القناة العمومية الوحيدة (مع الوطنية 2) والأولي من نوعها فإنها تحضي بمشاهدة واسعة من قبل فئات المجتمع وقد برزت شهرة واسعة لعدة برامج تبثها القناة تبعا لاحتلالها المراتب الأولي لنتائج سبر الأراء المشاهدة في تونس أبرزها أخبار الساعة الثامنة مساءا،الأحد الرياضي ،سلسلة شوفلي حل ،
ومجموعة من المسلسلات العربية والمصرية والتونسية، مسلسلات كارتونية وغيرها .

## العقوبات
أثناء الانتخابات الرئاسية التونسية 2014 شنت القناة حملة تشويه شرسة ضد الرئيس المنتهية ولايته المنصف المرزوقي، مع كل من قناة نسمة وحنبعل وهو ما دفع الهيئة العليا المستقلة للإعلام السمعي البصري (هيكا) لتغريمها كل من قناة نسمة، وقناة حنبعل بخطايا مالية تتراوح بين 10 و 20 ألف دينار بسبب الدعاية للباجي قايد السبسي في الدور الثاني من الانتخابات الرئاسية.

## مواضيع ذات علاقة
- قنوات تلفزية تونسية
- مؤسسة التلفزة التونسية

## وصلة خارجية
لم يتم العثور على روابط لمواقع التواصل الاجتماعي.

- بوابة التلفزة الوطنية التونسية